# Exército Vermelho Chinês
O Exército Vermelho dos Operários e Camponeses da China (chinês tradicional: 中國工農紅軍, chinês simplificado: 中国工农红军, pinyin: Zhōngguó Gōngnóng Hóngjūn) ou Exército Revolucionário dos Operários e Camponeses da China, rebatizado em 1936 como Exército Vermelho do Povo Chinês (chinês tradicional: 中國人民紅軍, chinês simplificado: 中国人民红军, pinyin: Zhōngguó Rénmín Hóngjūn), conhecido geralmente como o Exército Vermelho Chinês ou simplesmente o Exército Vermelho (chinês tradicional: 紅軍, chinês simplificado: 红军, pinyin: Hóngjūn), foi o conjunto das forças armadas do Partido Comunista da China de 1928 a 1937. O Exército Vermelho foi incorporado ao Exército Nacional Revolucionário como parte da Segunda Frente Unida com o Partido Nacionalista (Kuomintang) para lutar contra os japoneses durante a Segunda Guerra Sino-Japonesa de 1937. Nos estágios finais da Guerra Civil Chinesa, o exército passou a se chamar Exército de Libertação Popular. 

## História

### Final dos anos 1920: Formação do Exército Vermelho Chinês
Durante o verão de 1927, o Partido Comunista da China assumiu as duas divisões das forças Nacionalistas e liderou um motim militar. O general das forças Nacionalistas, He Long, comandou o 20º Corpo para que se juntasse a eles. Com um total de 20 mil soldados, eles planejavam ocupar Cantão, mas foram derrotados antes de chegarem à cidade, com apenas alguns milhares de homens sobrevivendo à batalha. Zhu De liderou uma coluna de sobreviventes rumo à província de Hunan para lutar na Revolta da Colheita de Outono, onde foram derrotados novamente. Após os levantes fracassados, Mao Zedong assumiu o comando dos mil sobreviventes e estabeleceu uma área de base revolucionária nas Montanhas Jinggang. Os dois exércitos juntaram forças no ano seguinte. No inverno de 1927, o Partido Comunista planejava conquistar Cantão; no entanto, a insurreição fracassou e milhares de insurgentes foram mortos pelo general Li Jishen, das forças nacionalistas.
Entre 1928 e 1929, o Partido Comunista da China promoveu diversas revoltas. Embora a maioria tenha fracassado, várias unidades de pequena escala foram criadas, como o Quarto Exército de Mao Zedong e Zhu De, que totalizou cerca de 6 mil homens no verão de 1928 e combateu na província de Jiangxi. Também no verão de 1928, Peng Dehuai, Comandante Regimental das forças Nacionalistas, liderou um motim militar. O sobrevivente da Revolta de Nanchang, He Long, também criou um exército em sua cidade natal, tendo ex-soldados do governo como a principal força de combate. 

### Início dos anos 1930: O Sucesso inicial do Exército Vermelho

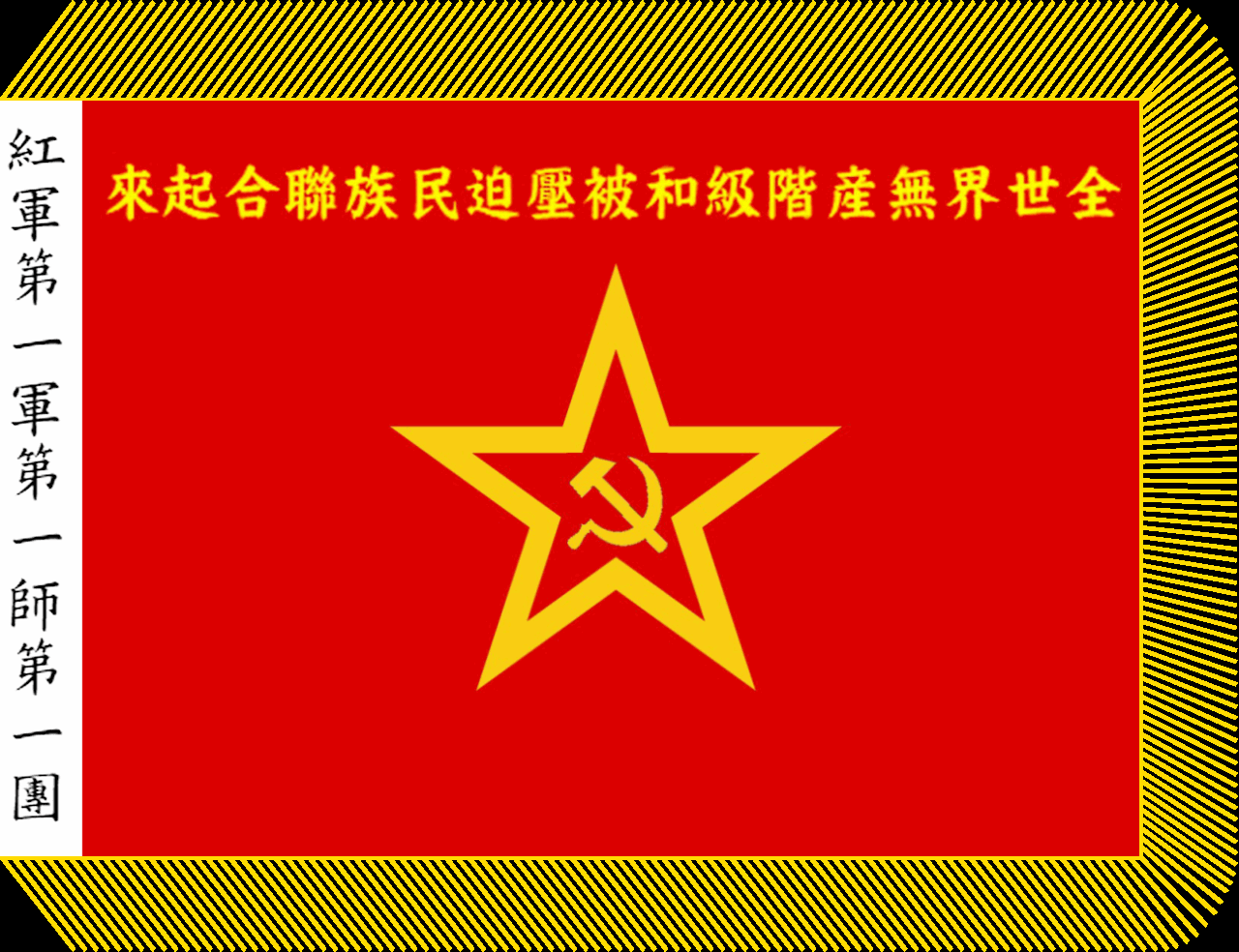
Bandeira do Exército Vermelho dos Operários e Camponeses da China de 1930 a 1934.

No início de 1930, mais exércitos vermelhos foram criados e o número de soldados cresceu rapidamente. No verão de 1930, o Exército Vermelho Chinês tinha crescido para mais de 100 mil soldados e possuía várias áreas de base, como no sul e no norte da província de Jiangxi, oeste de Hubei e leste da Hunan, entre outros. O Quinto Exército de Peng Dehuai atacou e ocupou Changsha, a capital da província de Hunan. Após o ataque, a província de Jiangxi tornou-se a maior área de base do Exército Vermelho Chinês. No outono de 1930, o Sétimo Exército de Deng Xiaoping deixou sua área de base na província de Guangxi. 
Em 1931, o Exército Vermelho Chinês derrotou as forças Nacionalistas três vezes com um ataque em larga escala, fazendo com que as forças Nacionalistas perdessem aproximadamente 100 mil soldados. Várias pequenos exércitos vermelhos se reuniram e formaram um exército de grupo. No verão de 1931, o general Zhang Guotao chegou à área de base do 4º Exército Vermelho e assumiu o controle do exército. A maioria dos oficiais superiores do 4º Exército Vermelho foram executados por ele, incluindo Xu Jishen, Zhou Weijiong e Xiaofang. Movimentos semelhantes também ocorreram em Hubei; na primavera de 1931, Xia Xi assumiu o exército de He Long e executou a maioria de seus oficiais superiores, incluindo Duan Dechang. 
No outono de 1932, as forças Nacionalistas reuniram 300 mil soldados para atacar o Quarto Exército Vermelho. A maior parte dos futuros generais das forças Nacionalistas participaram dessa batalha, como Huang Wei, Du Yuming, Sun Li-jen e outros. Tendo perdido mais da metade de seus soldados, o Quarto Exército Vermelho foi derrotado e teve que se retirar de sua área de base. O Terceiro Exército de He Long também sofreu perdas significativas, com mais de 10 mil soldados perdendo suas vidas após deixarem a província de Hubei. Durante esse período, também houve diversas batalhas entre as forças Nacionalistas e o Primeiro Exército Vermelho da Província de Jiangxi. 
Na primavera de 1933, o Primeiro Exército Vermelho derrotou o quarto ataque em larga escala das forças Nacionalistas e eliminou duas divisões e meia de suas forças de elite. Vários generais das forças Nacionalistas também foram capturados. Em 1933, o Quarto Exército Vermelho chegou à província de Sichuan e recrutou mais de 80 mil soldados, fazendo com que o comandante da província, Liu Xiang, reunisse 200 mil soldados para atacar o Quarto Exército Vermelho no outono. 

### Meados dos anos 1930: Derrotas do Exército Vermelho

Bandeira do Exército Vermelho dos Operários e Camponeses da China após janeiro de 1934.

Em 1934, as forças Nacionalistas compraram uma grande quantidade de novas armas alemãs e deram início a um quinto ataque em larga escala na área de base do Exército Vermelho em Jiangxi. O Primeiro Exército Vermelho perdeu mais de 50 mil soldados nesta batalha e teve que deixar a província para estabelecer uma nova base. Este evento marca o começo da Longa Marcha. Cerca de 30 mil soldados foram deixados para defender as áreas de base no sul da China. Durante o mesmo tempo, o Quarto Exército Vermelho derrotou os ataques de Liu Xiang, que perdeu mais de 80 mil soldados em batalha. Antes do Primeiro Exército Vermelho iniciar a Longa Marcha, a Sexta Legião de Xiao Ke chegou à província de Guizhou, unindo forças com o Terceiro Exército de He Long. Após isso, o Terceiro Exército mudou sua designação para Segunda Legião. 
No outono de 1935, o Primeiro Exército Vermelho chegou ao norte da província de Xianxim com apenas 6 mil soldados, depois de perder mais de 80 mil ao longo do caminho. Nessa mesma época, o Quarto Exército Vermelho mudou-se para o norte da província de Sichuan e planejou atacar Chengdu. No final de 1935, eles haviam perdido mais de 40 mil soldados e foram derrotados. Desse modo, eles foram forçados a se mudar para o sul da província deGansu e esperar pela Segunda e Sexta Legião de He Long chegarem. 

### Final dos anos 1930: Formação de um novo exército
No verão de 1936, a Segunda Legião, a Sexta Legião e o Trigésimo Segundo Exército formaram um novo exército de grupo. Foi nomeado como Segundo Exército Vermelho e He Long foi encarregado de ser seu comandante. O Segundo Exército Vermelho e o Quarto Exército Vermelho chegaram ao norte da província de Xianxim no outono de 1936. Nessa mesma época, cerca de 21 mil soldados do Quarto Exército Vermelho atacaram a província de Gansu, buscando encontrar um caminho para a União Soviética. No final de 1936, foram derrotados pelas forças Nacionalistas do general Ma Bufang com mais de 6 mil soldados sendo capturados. Apenas Xu Xiangqian e outros oficiais superiores sobreviveram. Devido a esse grande fracasso, o Comandante-em-Chefe do Quarto Exército Vermelho, Zhang Guotao, foi destituído de seu poder militar. 
Quando a guerra antijaponesa eclodiu em 7 de julho de 1937, as forças militares Comunistas foram nominalmente integradas ao Exército Nacional Revolucionário da República da China, formando o Exército da Oitava Rota e as unidades do Novo Quarto Exército. O Primeiro Exército Vermelho foi integrado na 115ª Divisão das forças Nacionalistas. O Segundo Exército Vermelho foi integrado na 120ª Divisão das forças Nacionalistas. O Quarto Exército Vermelho foi integrado à 129ª Divisão das Forças Nacionalistas. Essas três divisões tinham 45 mil soldados ao todo. 10 mil foram deixados para defender as áreas de base ao norte de Xianxim. No sul da China, os 10 mil soldados do Novo Quarto Exército atuaram como uma força de guerrilha. Na época da Segunda Guerra Sino-Japonesa, esses dois exércitos continham cerca de um milhão de homens armados. 
Depois que o Partido Comunista assumiu o poder em 1949, veteranos do Exército Vermelho passaram a ser venerados na cultura da China continental e se distinguiram daqueles que se uniram para lutar com o Partido Comunista após a integração com os Nacionalistas, ou durante a segunda guerra civil. 

### Eventos importantes
| Data                | Evento                          |
| ------------------- | ------------------------------- |
| 1 de agosto de 1927 | Revolta de Nanchang             |
| 1927                | Revolta da Colheita do Outono   |
| 1930 a 1931         | Primeira Campanha de Cercamento |
| 1931                | Segunda Campanha de Cercamento  |
| Julho de 1931       | Terceira Campanha de Cercamento |
| 1932 a 1933         | Quarta Campanha de Cercamento   |
| 1933 a 1934         | Quinta Campanha de Cercamento   |
| 1934 a 1936         | Longa Marcha                    |

## Liderança Principal

### Lideranças principais do quartel-general do Exército Vermelho
Em maio de 1933, o Exército Vermelho Chinês começou a construir um sistema de regularização militar. Eles estabeleceram a sede do Exército Vermelho na linha de frente para comandar as operações. 
| Patente                                        | Primeiro termo | Primeiro termo    | Segundo termo  | Segundo termo     | Terceiro termo | Terceiro termo    |
| Patente                                        | Oficial        | Período           | Oficial        | Período           | Oficial        | Período           |
| ---------------------------------------------- | -------------- | ----------------- | -------------- | ----------------- | -------------- | ----------------- |
| Presidente da Comissão Militar                 | Zhu De         | 05/1933 - 12/1936 | Mao Zedong     | 12/1936 - 07/1937 |                |                   |
| Comandante em chefe                            | Zhu De         | 05/1933 - 07/1937 |                |                   |                |                   |
| Chefe Comissário Político                      | Zhou Enlai     | 05/1933 - 07/1935 | Zhang Guotao   | 06/1935 - 07/1937 |                |                   |
| Chefe de Gabinete Geral                        | Liu Bocheng    | 05/1933 - 07/1937 |                |                   |                |                   |
| Chefe Adjunto de Gabinete Geral                | Zhang Yunyi    | 05/1933 - 10/1934 | Ye Jianying    | 10/1934 - 07/1937 |                |                   |
| Diretor do Departamento Político Geral         | Wang Jiaxiang  | 05/1933 - 06/1935 | Cheng Changhao | 06/1935 - 12/1936 | Wang Jiaxiang  | 12/1936 - 07/1937 |
| Diretor Adjunto do Departamento Político Geral | He Chang       | 05/1933 - 10/1934 | Yuan Guoping   | 10/1934 - 12/1936 | Yang Shangkun  | 12/1936 - 07/1937 |
| Diretor de Segurança                           | Li Kenong      | 05/1933 - 12/1935 | Luo Ruiqing    | 12/1935 - 07/1937 |                |                   |
| Ministro da Abastecimento                      | Ye Jizhuang    | 05/1933 - 07/1937 |                |                   |                |                   |
| Ministro da Saúde Pública                      | Peng Longbo    | 05/1933 - 12/1933 | He Cheng       | 12/1933 - 07/1937 |                |                   |
| Ministro da Estação Militar                    | Yang Lisan     | 05/1933 - 07/1937 |                |                   |                |                   |

### Comandantes dos exércitos de grupo
O Exército Vermelho Chinês frequentemente afirmava que eles tinham três exércitos do grupo, embora, em 1931, o Segundo Exército Vermelho fosse muito menor do que os outros dois. 
| Exército                   | Patente                          | Primeiro termo  | Primeiro termo    | Segundo termo   | Segundo termo     | Terceiro termo | Terceiro termo    |
| Exército                   | Patente                          | Oficial         | Período           | Oficial         | Período           | Oficial        | Período           |
| -------------------------- | -------------------------------- | --------------- | ----------------- | --------------- | ----------------- | -------------- | ----------------- |
| Primeiro Exército Vermelho | Comandante                       | Zhu De          | 08/1930 - 10/1935 | Peng Dehuai     | 10/1935 - 08/1937 |                |                   |
| Primeiro Exército Vermelho | Comissário Político              | Mao Zedong      | 08/1930 - 05/1933 | Zhou Enlai      | 05/1933 - 10/1935 | Mao Zedong     | 10/1935 - 08/1937 |
| Primeiro Exército Vermelho | Chefe de Gabinete                | Zhu Yunqing     | 08/1930 - 06/1931 | Ye Jianying     | 06/1931 - 08/1937 |                |                   |
| Primeiro Exército Vermelho | Diretor do Departamento Político | Yang Yuebin     | 08/1930 - 06/1932 | Yang Shangkun   | 06/1932 - 10/1935 | Wang Jiaxiang  | 10/1935 - 08/1937 |
| Segundo Exército Vermelho  | Comandante                       | He Long         | 07/1936 - 08/1937 |                 |                   |                |                   |
| Segundo Exército Vermelho  | Comissário Político              | Ren Bishi       | 07/1936 - 10/1936 | Guan Xiangying  | 10/1936 - 08/1937 |                |                   |
| Segundo Exército Vermelho  | Chefe de Gabinete                | Li Da           | 07/1936 - 10/1936 | Zhou Shidi      | 10/1936 - 08/1937 |                |                   |
| Segundo Exército Vermelho  | Diretor do Departamento Político | Gan Siqi        | 07/1936 - 10/1936 | Zhu Rui         | 10/1936 - 08/1937 |                |                   |
| Quarto Exército Vermelho   | Comandante                       | Xu Xiangqian    | 11/1931 - 08/1937 |                 |                   |                |                   |
| Quarto Exército Vermelho   | Comissário Político              | Cheng Changhao  | 11/1931 - 08/1937 |                 |                   |                |                   |
| Quarto Exército Vermelho   | Chefe de Gabinete                | Zeng Zhongsheng | 11/1931 - 10/1933 | Ni Zhiliang     | 10/1933 - 04/1936 |                | 04/1936 - 08/1937 |
| Quarto Exército Vermelho   | Diretor do Departamento Político | Liu Shiqi       | 11/1931 - 11/1932 | Cheng Changchao | 11/1932 - 04/1936 |                | 04/1936 - 08/1937 |

### Lideranças principais das áreas base
Em 1930, o Exército Vermelho Chinês estabeleceu várias áreas base. Embora as designações do Exército Vermelho mudassem com frequência, as principais lideranças das áreas base não mudaram significativamente. 
| Área Base                                     | Duração     | Liderança Principal | Observações     |
| --------------------------------------------- | ----------- | ------------------- | --------------- |
| Jiangxi                                       | 1929 - 1934 | Mao Zedong          |                 |
| Jiangxi                                       | 1929 - 1934 | Zhu De              |                 |
| Jiangxi                                       | 1929 - 1934 | Zhu De              |                 |
| Jiangxi                                       | 1929 - 1934 | Zhou Enlai          |                 |
| Norte de Jiangxi                              | 1929 - 1934 | Kong Hechong        | Traição em 1934 |
| Norte de Jiangxi                              | 1929 - 1934 | Fu Qiutao           |                 |
| Norte de Jiangxi                              | 1929 - 1934 | Fang Buzhou         | Traição em 1937 |
| Leste de Jiangxi                              | 1929 - 1935 | Fang Zhimin         | Morto em 1935   |
| Leste de Jiangxi                              | 1929 - 1935 | Zhou Jianping       |                 |
| Leste de Jiangxi                              | 1929 - 1935 | Navio Shao          |                 |
| Norte de Fujian                               | 1929 - 1934 | Huang Dao           |                 |
| Norte de Fujian                               | 1929 - 1934 | Huang Ligui         | Morto em 1937   |
| Norte de Fujian                               | 1929 - 1934 | Wu Xianxi           | Morto em 1937   |
| Oeste de Jiangxi e Leste de Hunan             | 1930 - 1934 | Ren Bishi           |                 |
| Oeste de Jiangxi e Leste de Hunan             | 1930 - 1934 | Wang Zhen           |                 |
| Oeste de Jiangxi e Leste de Hunan             | 1930 - 1934 | Xiao Ke             |                 |
| Oeste de Jiangxi e Leste de Hunan             | 1930 - 1934 | Cai Huiwen          | Morto em 1936   |
| Oeste de Anhui, Leste de Hubei e Sul de Henan | 1930 - 1932 | Zhang Guotao        |                 |
| Oeste de Anhui, Leste de Hubei e Sul de Henan | 1930 - 1932 | Xu Jishen           | Morto em 1931   |
| Oeste de Anhui, Leste de Hubei e Sul de Henan | 1930 - 1932 | Xu Xiangqian        |                 |
| Oeste de Anhui, Leste de Hubei e Sul de Henan | 1930 - 1932 | Chen Changhao       |                 |
| Oeste de Anhui, Leste de Hubei e Sul de Henan | 1930 - 1932 | Shen Zemin          | Morto em 1933   |
| Oeste de Hubei                                | 1930 - 1932 | He Long             |                 |
| Oeste de Hubei                                | 1930 - 1932 | Zhou Yiqun          | Morto em 1931   |
| Oeste de Hubei                                | 1930 - 1932 | Guan Xiangying      |                 |
| Oeste de Hubei                                | 1930 - 1932 | Xia Xi              | Morto em 1936   |
| Norte de Sichuan                              | 1933 - 1935 | Zhang Guotao        |                 |
| Norte de Sichuan                              | 1933 - 1935 | Xu Xiangqian        |                 |
| Norte de Sichuan                              | 1933 - 1935 | Chen Changhao       |                 |
| Norte de Sichuan                              | 1933 - 1935 | Wang Weizhou        |                 |
| Norte de Xianxim                              | 1932 - 1937 | Liu Zhidan          | Morto em 1936   |
| Norte de Xianxim                              | 1932 - 1937 | Xie Zichang         | Morto em 1935   |
| Norte de Xianxim                              | 1932 - 1937 | Xi Zhongxun         |                 |
| Leste de Cantão                               | 1930 - 1931 | Gu Dacun            |                 |
| Guangxi                                       | 1930 - 1932 | Deng Xiaoping       |                 |
| Guangxi                                       | 1930 - 1932 | Li Mingrui          | Morto em 1931   |
| Guangxi                                       | 1930 - 1932 | Yu Zuoyu            | Morto em 1930   |
| Guangxi                                       | 1930 - 1932 | Wei Baqun           | Morto em 1932   |
| Hainan                                        | 1930 - 1932 | Wang Wenming        | Morto em 1930   |
| Hainan                                        | 1930 - 1932 | Feng Baiju          |                 |

## Pessoal

### Rebelião militar
Nas primeiras fases de seu estabelecimento, a maioria dos oficiais militares do Exército Vermelho Chinês era composta de ex-oficiais das forças Nacionalistas, com a maioria deles se unindo secretamente ao Exército Vermelho entre 1925 e 1928. Muitos desses oficiais foram mortos nos primeiros anos da guerra. A maior rebelião foi a Revolta de Ningdu, ocorrida no inverno de 1931. O general Dong Zhentang, chefe do 26º Exército de Rota do Exército Nacional Revolucionário e seus 17 mil soldados foram os primeiros a se juntar ao Primeiro Exército Vermelho. Após a revolta, o Partido Nacionalista fortaleceu seu controle sobre o exército, tornando mais difícil uma possível rebelião militar. Apesar disso, o general Zhang Guotao, que considerava com desdém os ex-oficiais das forças Nacionalistas, liderou um ataque no verão de 1931 que matou mais de 2.500 oficiais do centro e do alto escalão do Quarto Exército Vermelho que eram originários das forças nacionalistas. 

### Classificações e títulos
O Exército Vermelho Chinês não possuía fileiras. Oficiais e soldados eram considerados iguais. Logo no início, os oficiais foram eleitos pelos soldados; no entanto, durante as últimas partes da guerra, este sistema foi eliminado. Do regimento ao exército, o sistema de comando em cada nível tinha quatro comandantes: comandante, comissário político, chefe de gabinete e diretor do departamento político, com o comissário político detendo o maior poder. 

### Educação militar
Como o número de ex-oficiais das forças Nacionalistas que compunham o Exército Vermelho diminuiu durante a guerra, o Exército Vermelho começou a desenvolver formas de educação militar para os novos oficiais que antes eram fazendeiros. Cada área base estabeleceu suas próprias academias militares, geralmente usando oficiais inimigos capturados como professores. O empreendimento foi muito bem-sucedido e, em 1936, a maioria dos oficiais militares do Exército Vermelho eram antigos fazendeiros. 

### Expurgos
Em 1931, os comandantes determinaram que havia um número de espiões no Exército Vermelho. Esta questão tornou-se particularmente relevante quando Zhu Yunqing, Chefe de Gabinete do Exército Vermelho, foi assassinado por um espião em um hospital. Após disso, cada Exército Vermelho começou a julgar e executar os oficiais e soldados suspeitos. Em 1931, o Primeiro Exército Vermelho executou cerca de 4 mil homens. O Quarto Exército Vermelho e o Terceiro Exército Vermelho também executaram milhares de oficiais, especialmente oficiais superiores. Esses expurgos foram provavelmente uma das razões pelas quais o Terceiro e o Quarto Exércitos foram rapidamente derrotados em 1932. 

### Milícia
Normalmente, a área base do Exército Vermelho era cercada por forças inimigas. Para proteger a área do ataque inimigo, o Exército Vermelho recrutou guardas vermelhos. Os guardas vermelhos eram comandados por oficiais do soviete local. Quando a guerra em larga escala estourou, os guardas vermelhos foram responsáveis por dar suporte logístico ao Exército Vermelho e fornecerem novos soldados para o Exército. Por exemplo, no inverno de 1932, o Oitavo Exército de Xiao Ke tinha 2.200 soldados vermelhos e 10 mil guardas vermelhos. Os oficiais dos guardas vermelhos, no entanto, nem sempre eram leais. Na primavera de 1933, um dos policiais dos guardas vermelhos matou o comandante do 29º Exército, Chen Qianlun, e entregou-se às forças Nacionalistas. 

## Organização
Normalmente, cada exército ou legião do Exército Vermelho Chinês tinha três ou duas divisões de infantaria. Cada divisão possui três regimentos de infantaria e uma companhia de morteiros. O número de soldados de cada divisão variou de acordo com o tempo. No começo, cada divisão tinha cerca de mil ou 2 mil homens. De 1933 a 1936, uma divisão geralmente tinha cerca de 5 mil ou 6 mil homens. 

### 1928
Após várias revoltas, o Exército Vermelho Chinês teve vários exércitos no verão de 1928.   
| Província | Ordem de batalha | Comandante  | Força da tropa |
| --------- | ---------------- | ----------- | -------------- |
| Jiangxi   | 4º Exército      | Zhu De      | 6.000          |
| Hunan     | 5º Exército      | Peng Dehuai | 2.000          |
| Hubei     | 2º Exército      | He Long     | 1.500          |
| Anhui     | 11º Exército     | Wu Guanghao | 300            |

### 1930
O Exército Vermelho Chinês tornou-se mais forte do que antes durante o verão de 1930. 
| Província | Ordem de batalha | Comandante    | Força da tropa |
| --------- | ---------------- | ------------- | -------------- |
| Jiangxi   | 4º Exército      | Lin Biao      | 5.000          |
| Jiangxi   | 6º Exército      | Huang Gonglue | 5.000          |
| Jiangxi   | 10º Exército     | Fang Zhimin   | 2.000          |
| Jiangxi   | 12º Exército     | Deng Yigang   | 3.000          |
| Jiangxi   | 20º Exército     | Hu Shaohai    | 1.500          |
| Hunan     | 5º Exército      | Peng Dehuai   | 4.000          |
| Hunan     | 8º Exército      | He Zhanggong  | 5.000          |
| Hunan     | 16º Exército     | Hu Yiming     | 2.000          |
| Hubei     | 4º Exército      | He Long       | 2.000          |
| Hubei     | 6º Exército      | Duan Dechang  | 8.000          |
| Anhui     | 1º Exército      | Xu Jishen     | 2.100          |
| Zhejiang  | 13º Exército     | Hu Gongmian   | 3.000          |
| Jiangsu   | 14º Exército     | He Kun        | 700            |
| Guangxi   | 7º Exército      | Li Mingrui    | 6.000          |
| Guangxi   | 8º Exército      | Yu Zuoyu      | 1.000          |

### 1932
No verão de 1932, o Exército Vermelho Chinês formou três forças principais antes da Quarta Campanha de Cercamento. 
| Província                       | Ordem de batalha | Comandante      | Força da tropa |
| ------------------------------- | ---------------- | --------------- | -------------- |
| Jiangxi                         | 1ª Legião        | Lin Biao        | 20.000         |
| Jiangxi                         | 3ª Legião        | Peng Dehuai     | 18.000         |
| Jiangxi                         | 5ª Legião        | Dong Zhentang   | 17.000         |
| Jiangxi                         | 12º Exército     | Luo Binghui     | 7.400          |
| Jiangxi                         | 22º exército     | Xiao Ke         | 2.000          |
| Norte de Jiangxi                | 16º Exército     | Kong Hechong    | 17.000         |
| Leste de Hunan                  | 8º Exército      | Wang Zhen       | 2.200          |
| Leste de Hunan                  | 12ª Divisão      | Ye Changgeng    | 1.200          |
| Leste de Jiangxi                | 10º Exército     | Zhou Jianping   | 4.000          |
| Oeste de Hubei                  | 3º Exército      | He Long         | 14.000         |
| Oeste de Anhui e Leste de Hubei | 4º Exército      | Xu Xiangqian    | 30.000         |
| Oeste de Anhui e Leste de Hubei | 25º Exército     | Kuang Jixun     | 12.000         |
| Oeste de Anhui e Leste de Hubei | 1ª Divisão       | Zeng Zhongsheng | 3.000          |
| Norte de Xianxim                | 42ª Divisão      | Liu Zhidan      | 200            |
| Guangxi                         | 21ª Divisão      | Wei Baqun       | 1.000          |

### 1934
O Exército Vermelho Chinês tinha quase 200 mil homens no inverno de 1934. 
| Província        | Exército             | Ordem de batalha  | Comandante    | Força da tropa |
| ---------------- | -------------------- | ----------------- | ------------- | -------------- |
| Jiangxi          | 1º Exército Vermelho | 1ª Legião         | Lin Biao      | 22.400         |
| Jiangxi          | 1º Exército Vermelho | 3ª Legião         | Peng Dehuai   | 19.800         |
| Jiangxi          | 1º Exército Vermelho | 5ª Legião         | Dong Zhentang | 12.000         |
| Jiangxi          | 1º Exército Vermelho | 8ª Legião         | Zhou Kun      | 10.900         |
| Jiangxi          | 1º Exército Vermelho | 9ª Legião         | Luo Binghui   | 11.500         |
| Leste de Guizhou | 2º Exército Vermelho | 2ª Legião         | He Long       | 4.400          |
| Leste de Guizhou | 2º Exército Vermelho | 6ª Legião         | Xiao Ke       | 3.300          |
| Sichuan          | 4º Exército Vermelho | 4º Exército       | Wang Hongkun  | 20.000         |
| Sichuan          | 4º Exército Vermelho | 9º Exército       | He Wei        | 18.000         |
| Sichuan          | 4º Exército Vermelho | 30º Exército      | Yu Tianyun    | 16.000         |
| Sichuan          | 4º Exército Vermelho | 31º Exército      | Sun Yuqing    | 16.000         |
| Sichuan          | 4º Exército Vermelho | 33º Exército      | luo Nanhui    | 10.000         |
| Fujian           | 7º Exército          | 7ª Legião         | Xun Huaizhou  | 6.000          |
| Leste de Jiangxi | Novo 10º Exército    | Novo 10º Exército | Liu Chouxi    | 4.000          |
| Norte de Jiangxi | 16ª Divisão          | 47º Regimento     | Xu Yangang    | 1.500          |
| Leste de Hubei   | 25º Exército         | 25º Exército      | Xu Haidong    | 3.100          |
| Norte de Xianxim | 26º Exército         | 78ª Divisão       | Liu Zhidan    | 2.000          |
| Oeste de Anhui   | 28º Exército         | 82ª Divisão       | Gao Jingting  | 1.000          |

### 1936
A maior parte do Exército Vermelho Chinês havia chegado ao norte da província de Xianxim no outono de 1936. Apenas uma minoria deles permaneceu no sul da China. 
| Província                       | Exército                           | Ordem de batalha     | Comandante    | Força da força |
| ------------------------------- | ---------------------------------- | -------------------- | ------------- | -------------- |
| Norte de Xianxim                | 1º Exército Vermelho               | 1ª Legião            | Zuo Quan      | 10.000         |
| Norte de Xianxim                | 1º Exército Vermelho               | 15ª Legião           | Xu Haidong    | 7.000          |
| Norte de Xianxim                | 1º Exército Vermelho               | 28º Exército         | Song Shilun   | 1.500          |
| Norte de Xianxim                | 2º Exército Vermelho               | 2ª Legião            | He Long       | 6.000          |
| Norte de Xianxim                | 2º Exército Vermelho               | 6ª Legião            | Xiao Ke       | 5.000          |
| Norte de Xianxim                | 2º Exército Vermelho               | 32º Exército         | Luo Binghui   | 2.000          |
| Norte de Xianxim                | 4º Exército Vermelho               | 4º Exército          | Chen Zaidao   | 9.000          |
| Norte de Xianxim                | 4º Exército Vermelho               | 31º Exército         | Wang Shusheng | 7.000          |
| Gansu                           | Exército de Rota Oeste             | 5º Exército          | Dong Zhentang | 3.000          |
| Gansu                           | Exército de Rota Oeste             | 9º Exército          | Sun Yuqing    | 6.500          |
| Gansu                           | Exército de Rota Oeste             | 30º Exército         | Cheng Shicai  | 7.000          |
| Sul de Xianxim                  | 25º Exército                       | 74ª Divisão          | Chen Xianrui  | 1.400          |
| Oeste de Anhui e Leste de Hubei | 28º Exército                       | 82ª Divisão          | Gao Jingting  | 2.500          |
| Norte de Jiangxi                | 16ª Divisão                        | 47º Regimento        | Fang Buzhou   | 1.200          |
| Leste de Fujian                 | Comando Militar do Leste de Fujian | Divisão Independente | Ye Fei        | 1.000          |
| Norte de Fujian                 | Comando Militar do Norte de Fujian | Divisão Independente | Huang Ligui   | 3.000          |
| Sul de Zhejiang                 | Comando Militar do Sul de Zhejiang | Divisão Independente | Su Yu         | 1.600          |

## Equipamento

### Rifles
As armas do Exército Vermelho Chinês eram todas capturadas do exército inimigo, com a arma mais importante e útil sendo o rifle. No inverno de 1934, as doze divisões do Primeiro Exército Vermelho tinham 72.300 soldados e 25.300 fuzis. Comparado ao Primeiro Exército Vermelho, o Quarto Exército Vermelho tinha mais fuzis que permitiram recrutar muitos novos soldados na província de Sichuan. No entanto, as forças locais não possuíam rifles. No verão de 1934, a Sétima Legião de Xun Huaizhou tinha 6 mil soldados, mas apenas 1.200 fuzis, o que levou à rápida derrota da Sétima Legião quando eles tentaram atacar Fuzhou. 

### Metralhadoras
Normalmente, todos os regimentos do Exército Vermelho Chinês possuíam uma companhia de metralhadoras, e cada companhia possuía seis ou mais metralhadoras. A taxa de equipamentos de metralhadora do Exército Vermelho não era menor do que a das tropas de elite das forças Nacionalistas. Esta foi uma das razões importantes pelas quais o Exército Vermelho conseguiu derrotar as forças Nacionalistas em diversas ocasiões. As metralhadoras mais comuns eram a Maxim, ZB vz. 26, Fuzil automático M1918 Browning, e a metralhadora Hotchkiss M1914. 

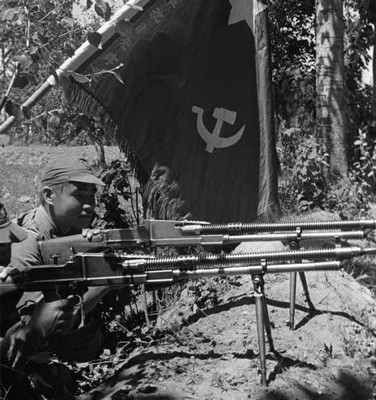
As metralhadoras do Exército Vermelho Chinês em 1936.

### Armas Frias
Devido à falta de rifles, o Exército Vermelho Chinês foi forçado a usar armas frias como espadas, lanças, sabres e assim por diante. Em particular, a maioria dos soldados das tropas de milícia do Exército Vermelho estavam armados com armas frias em todos os momentos. No outono de 1930, Zeng Zhongsheng comandou 30 mil guardas vermelhos que estavam armados com armas frias. Apesar do grande número de soldados vermelhos, mil soldados inimigos armados com rifles foram capazes de derrotar as forças de Zhongsheng. 

### Submetralhadoras
A submetralhadora usada pelo Exército Vermelho Chinês foi a MP 18. As MP 18 eram capturadas das forças Nacionalistas que as haviam comprado da Alemanha. As tropas de elite do Exército Vermelho frequentemente usavam essas armas para derrotar rapidamente as forças inimigas. 

### Artilharia
O Exército Vermelho Chinês fez uso da artilharia apreendida das forças inimigas. Na maioria das vezes, os Exércitos Vermelhos só tinham morteiros, e normalmente cada exército tinha de três a cinco destes. Durante o verão de 1930, o Quinto Exército de Peng Dehuai capturou dois canhões de montanha de 75mm em Yuezhou, mas eles não dispunham da munição necessária. 

### Aeronave
Na primavera de 1931, o Quarto Exército Vermelho capturou um avião de reconhecimento das forças Nacionalistas na província de Hubei. O piloto, Long Enguia, juntou-se ao Exército Vermelho e ajudou-os a atacar o exército inimigo. Antes do Quarto Exército Vermelho recuar de sua área base, a aeronave foi escondida por fazendeiros locais e encontrada novamente em 1951. O Primeiro Exército Vermelho também capturou dois aviões de reconhecimento em 1932. 